# Косовская Поляна
Ко́совская Поля́на (укр. Косівська Поляна) — село в Великобычковской поселковой общине Раховского района Закарпатской области Украины.
Население по переписи 2001 года составляло 4222 человека. Почтовый индекс — 90621. Телефонный код — 3132. Занимает площадь 11,290 км². Код КОАТУУ — 2123683501.

## Местный совет
90621, с. Косівська Поляна, 254, тел. 37-181 (укр.)